# Physalis pennellii
Physalis pennellii ist eine Pflanzenart aus der Gattung der Blasenkirschen (Physalis) in der Familie der Nachtschattengewächse (Solanaceae), die in Mexiko vorkommt.

## Beschreibung
Physalis pennellii ist eine ausdauernde, krautige Pflanze, die eine Wuchshöhe von 5 bis 20 cm erreicht. Die Behaarung besteht aus einer Mischung aus kurzen und langen Trichomen, die gelenkig und teilweise drüsig sind. Die längsten Trichome erreichen eine Länge von 1,5 mm. Die Laubblätter sind eiförmig bis langgestreckt-eiförmig oder an der Basis nahezu rund. Die größten Blätter werden 13 bis 32 (selten bis 40) mm lang und 12 bis 25 (selten bis 30) mm breit. Der Blattrand ist unregelmäßig mit kurzen Zähnen besetzt oder gewellt oder ganzrandig. Die Blattstiele sind 5 bis 11 (selten bis 20) mm lang.
Die Blüten stehen an 3 bis 6 mm langen Blütenstielen. Der Kelch ist zur Blütezeit halbkugelförmig und dicht mit langen Trichomen behaart. Er misst 4 bis 5 mm in der Länge und an der Basis der Kelchzipfel 4 bis 5 mm im Durchmesser. Die Kelchzipfel sind dreieckig bis eiförmig-dreieckig und 2 bis 3 mm lang. Die Krone ist gelb gefärbt und gefleckt, sie misst 7 bis 13 mm in der Länge und 10 bis 14 mm in der Breite. Die Staubbeutel sind violett gefärbt und etwa 2,5 mm lang.
Der Kelch wird zur Fruchtreife 15 bis 20 mm lang und 11 bis 13 mm breit und hat einen zehnrippigen Querschnitt. Der Stiel verlängert sich auf 9 bis 15 mm. Die Beere hat eine Länge von 8 bis 12 mm.

## Vorkommen
Die Art ist im Nordosten Mexikos verbreitet, wo sie das subtropische Biom besiedelt.